# Tân Hòa, Hưng Hà
Tân Hòa là một xã thuộc huyện Hưng Hà, tỉnh Thái Bình, Việt Nam.
Xã có diện tích 4,05 km², dân số năm 1999 là 5379 người, mật độ dân số đạt 1328 người/km².